# Житіє Олексія, чоловіка Божого
Житіє Олексія, чоловіка Божого — перекладна агіографічна пам'ятка, з XII ст. мала широке поширення в українській, білоруський та російській книжності і фольклорі.
Ж. присвячено християнському подвижникові Олексію. Сказання про нього відомі всім християнським літературам; грецька версія житія відома в списках X—XII ст., з неї й здійснено слов'янський переклад.
Події, про які оповідається в житії, відбуваються на рубежі IV—V ст. за правління римських імператорів, братів-співправителів Аркадія (377—408) і Гонорія (395—423) за папи Інокентії I. Олексій — єдиний, вимолений син багатих і благочестивих патриціїв Євфиміана й Аглаїди (Агласеї). Прекрасно вихованому й освіченому синові батьки готували блискуче майбутнє. Олексій був заручений з дівчиною «царського роду», але, одержимий прагненням до християнського подвигу, він, залишившись наодинці з молодою, віддає їй обручку зі словами: «Візьми і збережи, і так буде меж нами Бог до тієї пори, як він зволить». Таємно залишивши Рим, Олексій йде до Едеси Месопотамської поклонитися нерукотворному образу Ісуса Христа і починає свій багаторічний подвиг добровільної убогості: роздавши усе, що мав, у руб'ї разом з жебраками годується він милостинею і молиться під дверима церкви Св. Богородиці. Святість його розкриває паламар. Через 17 років, ставши всіма шанованим, Олексій намагається утекти від людського поклоніння, але волею долі знову опиняється у Римі, у будинку своїх батьків. Не впізнаний ніким, доживає він останні 17 років життя, харчуючись разом з іншими жебраками від щедрот батьків, із християнською смиренністю переносячи знущання й образи власних слуг. Лише після смерті святого стає відомо, що невпізнаним у будинку 17 років перебував зниклий і оплакуваний син і чоловік.
Переклад Ж. був відомий на Русі, очевидно, з ХІ ст.; від XII ст. зберігся пергаменний збірник з уривками з Ж., а від XIV ст. — найдавніші його повні списки. Серед численних списків пам'ятки є трохи лицьових, з мініатюрами до тексту житія. Руська іконографія походить від візантійської: лик святого Олексія нагадує вигляд Івана Предтечі.
Особливу популярність Ж. набуває в XVII ст., у роки царювання Олексія Михайловича, чиїм небесним патроном був святий. Була написана й у 1671—1674 рр. видана «Служба святому Олексієві». В Україні створюється драма «Олексій, чоловік Божий» (1672—1673), йому присвячують свої вірші і «слова» Стефан Яворський, Симеон Полоцький, Лазар Баранович.
Пізніше, за Петра I, коли його супротивники порівнювали царевича Олексія з персонажем житія, Григорій Павлович Тепчегорський створив (у 1714 р.) віршований акафіст, присвячений Олексієві Петровичу.
До XVII ст. Адріанова-Перетц Варвара Павлівна відносить і складання духовного вірша про св. Олексія, чоловіка Божого, що мав і риси книжного житія, і фольклорні традиції (найраніший запис духовного вірша датований кінцем XVIII ст. — 1790 р.). Духовний вірш про св. Олексія, чоловіка Божого, до початку XX ст. користувався в Україні, Росії та Білорусі особливою популярністю в співаків-професіоналів, сказителів-билинників, лірників і поширювався сліпими співаками, «каліками перехожими».

## Тексти
- Успенский В., Воробьев Н. Лицевое Житие св. Алексея, человека Божия. — СПб., 1906;
- Адрианова-Перетц В. П. Житие Алексея, человека Божия, в древней русской литературе и народной словесности. — Пгр., 1917. Українські інтермедії XVII—XVIII ст. Київ, 1960. [Архівовано 8 червня 2019 у Wayback Machine.]